# 重修护国寺感应塔碑
37°55′21″N 102°38′35″E / 37.92250°N 102.64306°E
重修护国寺感应塔碑（西夏文：𗴂𗹭𗂧𘜶𗧥𗃛𗉔𗿣𗿷𗽔𘗣𗗙𘐆𘝞），也称西夏碑、凉州碑，现存于中华人民共和国甘肃省武威市的武威西夏博物馆中，是一座雕刻于西夏天佑民安五年（1094年）的记事石碑。该碑于清朝嘉庆年间被重新发现，它的发现也使西夏文重新回到学界视野。该碑高2.5米，一面为西夏文，另一面为汉文，是现存已发现的唯一一块西夏文与汉文并存的西夏石碑。1961年，重修护国寺感应塔碑被列为全国重点文物保护单位。

## 历史
重修护国寺感应塔碑，也称西夏碑、凉州碑，雕刻于西夏天佑民安五年（1094年），在重新被人发现前被砖封在一座寺庙内的碑亭当中。关于重新发现西夏碑的人有两种说法，其中一种称是甘肃学者张澍于清朝嘉庆九年（1804年）带家丁打开位于清应寺的碑亭后找到了这块碑；另一种说法则认为是刘青园于嘉庆十年（1805年）先发现了这块碑。而这块碑的发现也标志着西夏文自湮灭之后第一次重新回到学界视野。在20世纪初，这块碑被发现于与清应寺一墙之隔的大云寺的碑屋中。在1927年的古浪大地震中，清应寺和大云寺几乎被夷平，西夏碑所在的碑屋也被震倒，西夏碑遂被转移到武威文庙中。1961年，重修护国寺感应塔碑被列为全国重点文物保护单位。2004年，西夏碑被从武威文庙中转移至武威西夏博物馆，并在转移时发现了该碑的碑座。

## 结构

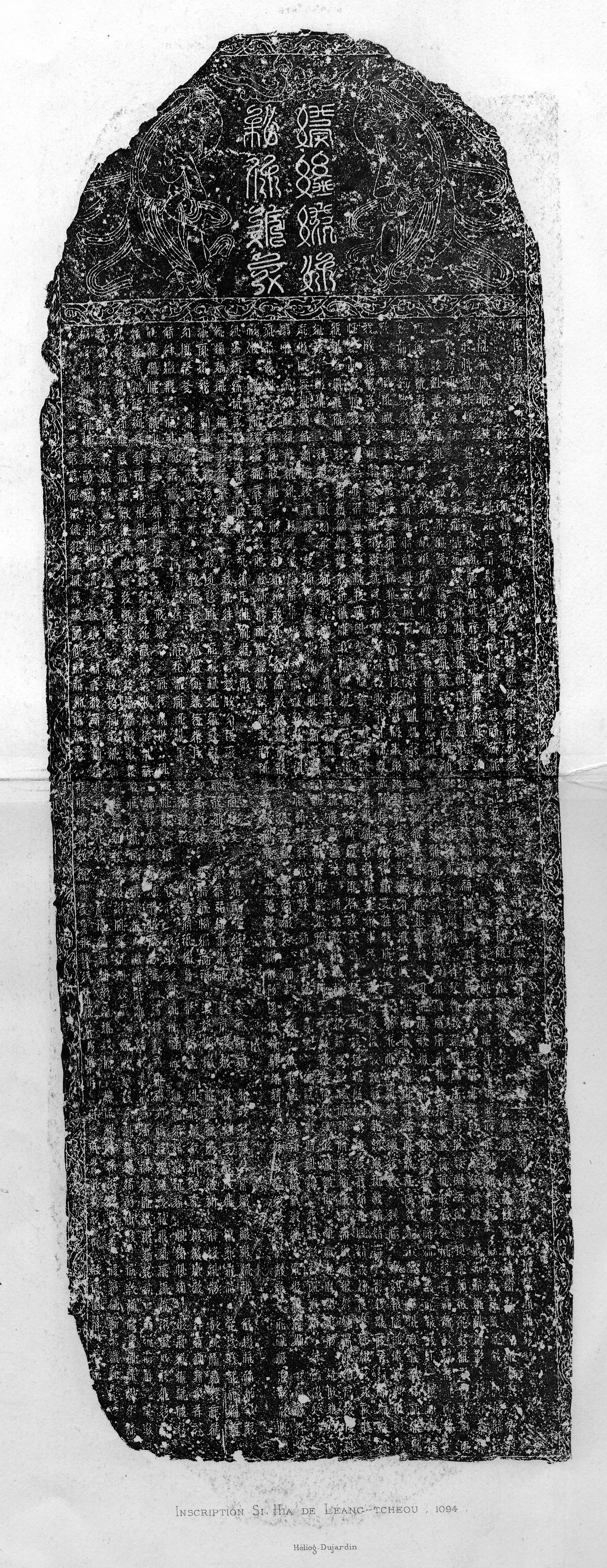
重修护国寺感应塔碑西夏文碑文的拓片

重修护国寺感应塔碑是现存已发现的唯一一块完整的西夏文与汉文并存的西夏石碑，碑身高2.5米，宽0.9米，厚0.3米，两面刻字。其中一面刻有西夏文，碑额用西夏文篆字题名，意为“敕感应塔之碑文”；碑身为西夏文楷书，共计28行，每行65个字，第一行翻译为“大白上国境凉州感应塔之碑文”。另一面刻有汉文，碑额有汉字小篆题名“凉州重修护国寺感应塔碑铭”，正文为汉文楷体，共有26行，每行70字，其中第一行和第二行的上半段有残缺。碑文四周有线刻卷草纹，碑额的题名两侧各有一尊伎乐菩萨的线刻像，顶端为云头宝盖。碑文的内容大致如下：凉州（今甘肃省武威市）城内的护国寺，该寺原建于前凉年间，寺内有一尊佛塔。天佑民安三年（1092年）时，寺内的塔在地震中倾斜，但当维修人员准备施工时，该塔自行恢复原状。于是西夏崇宗李乾顺和梁太后下诏重修该塔，并于天佑民安五年（1094年）立此碑作为纪念。碑身下有碑座，长98厘米，宽80厘米，底沿宽98厘米，高59厘米，石材为当地所产的砂石，花纹已经无从辨认，主图案为双狮舞绣球的浮雕，左侧为飞马，右侧为麒麟。